# Pedro Vázquez Llenín
Pedro Vázquez Llenín (6 agosto 1996) è un canoista spagnolo, vicecampione del mondo a Seghedino 2019 nel K2 500 metri.

## Palmarès
| Anno | Manifestazione          | Sede      | Evento          | Risultato | Prestazione | Note |
| ---- | ----------------------- | --------- | --------------- | --------- | ----------- | ---- |
| 2013 | Mondiali juniores e U23 | Welland   | K2 200m junior  | 5°        | 33"865      |      |
| 2013 | Mondiali juniores e U23 | Welland   | K2 1000m junior | 5°        | 3'20"149    |      |
| 2013 | Mondiali juniores e U23 | Welland   | K4 1000m junior | Argento   | 2'58"503    |      |
| 2014 | Mondiali juniores e U23 | Seghedino | K2 1000m junior | 6°        | 3'18"767    |      |
| 2014 | Mondiali juniores e U23 | Seghedino | K4 1000m junior | Oro       | 3'00"777    |      |
| 2016 | Mondiali juniores e U23 | Minsk     | K2 1000m U23    | 9°        | 3'22"341    |      |
| 2017 | Mondiali juniores e U23 | Pitești   | K1 1000m U23    | Finale B  | 3'58"956    |      |
| 2017 | Mondiali juniores e U23 | Pitești   | K4 500m U23     | Oro       | 1'20"656    |      |
| 2018 | Mondiali juniores e U23 | Plovdiv   | K1 1000m U23    | 9°        | 3'25"648    |      |
| 2019 | Mondiali juniores e U23 | Pitești   | K1 1000m U23    | 8°        | 3'33"934    |      |
| 2019 | Mondiali                | Seghedino | K2 500m         | Argento   | 1'33"480    |      |
| 2019 | Mondiali                | Seghedino | K4 1000m        | 7°        | 2'55"293    |      |